# Sołniecznogorsk
Sołniecznogorsk (ros. Солнечногорск) – miasto w Rosji. Rejonowe centrum administracyjne w obwodzie moskiewskim. W 2021 roku liczyło 49 tys. mieszkańców. Zajmuje obszar 21 km². Położone nad jeziorem Sienież, w pobliżu źródła rzeki Klaźmy.